# Lizander (herb szlachecki)
Lizander – polski herb szlachecki z nobilitacji.

## Opis herbu
W polu błękitnym pośrodku zielonego wieńca wawrzynowego, na którym litery: VDNEA – niewiasta z rozpuszczonymi włosami, z uniesionymi ramionami, zamiast palców mająca u dłoni liście wawrzynu. Klejnot: pół niewiasty nagiej. Labry błękitne podbite złotem.

## Najwcześniejsze wzmianki
Herb nadany Piotrowi Lysandrowi, nobilitowanemu 31 marca 1582.